# Protaphorura septempapillata
Protaphorura septempapillata is een springstaartensoort uit de familie van de Onychiuridae. De wetenschappelijke naam van de soort is voor het eerst geldig gepubliceerd in 1986 door Palissa.